# Дивина (фольк-гурт)
«Дивина» — український фольклорний гурт, створений у 1998 в Донецьку. 
З 2014 року перебуває в Києві.

## Історія створення
Фольк-гурт «Дивина» був заснований у 1998 році на базі Донецького національного університету, виконував народні пісні різних регіонів України в їхній автентичній красі.
Засновником і керівником колективу до середини липня 2014 року була Олена Тюрикова – етномузиколог, записувач фольклору з понад тридцятирічним експедиційним стажем, професор кафедри історії музики і фольклору Донецької державної музичної академії імені С.С.Прокоф’єва. 
Після початку російсько-української війни у 2014 виїхала в Томськ (Західний Сибір), де народилася і починала досліджувати український фольклор.
У 2014 році гурт короткочасно перестав існувати. Але учасниці, що тепер є переселенками, змогли відновити діяльність «Дивини» в Києві, де колектив продовжує досліджувати та презентувати переважно пісні Донеччини.
Зараз керівники гурту — Юлія Куліненко, Серафима Сокольвак.

## Діяльність
Родзинкою гурту є дослідження і популяризація фольклору Донбасу, який являє собою широке, але досі маловідоме для загалу коло календарно-обрядових пісень, весільних, жартівливих і лірики.
Гурт також виконує автентичні українські пісні, записані під час фольклорних експедицій в інших регіонах України (Харківська, Полтавська області) та в українській діаспорі: чорноморських станицях Кубані, українських селах Західного Сибіру та Алтаю, в Естонії та Фінляндії.

### Просвітницька робота
«Дивина» проводить просвітницько-популярні календарно-обрядові заходи: Андріївські вечорниці (Свято Калити), колядування, щедрування й маланкування, Масляна (Колодій), Купайла та ін. Також проводить сватання, дівич-вечори, весілля в традиційному стилі.
Гурт часто організовує майстеркласи:
- з фольклорного співу;
- колядок, щедрівок і маланок;
- народних дитячих ігор;
- створення колядницьких масок та зірок;
- розпису писанок;
- випікання жайворонків;
- створення мотанок;
- плетіння віночків з живих квітів;
- техніки створення традиційних українських вінків (з восківок та вощених паперових квітів, помпонів тощо).

### Участь у фестивалях
«Дивина» — учасник більше 60 фестивалів в Україні (міжнародні – «Поліське літо з фольклором», «Доля», «Коляда», «Родослав», «Калинове літо на Дніпрі», «Покуть», «Древлянські джерела», «Підкамінь», «Берегиня», «Етновир», всеукраїнські – «Червона Рута», «Донкульт – мистецькі надра», «Коза»).
Також гурт має досвід виступів за кордоном (Німеччина, Чехія, Словаччина, Латвія, Російська Федерація, ПАР, Данія, Естонія, Фінляндія), участі у різноманітних презентаціях, театральних проектах (вистави «Де Схід?», «Києве мій» у «Театрі Переселенця»), гість численних ефірів на радіо і телебаченні.

## Відзнаки
У 2004 році фольк-гурт «Дивина» отримав звання «Народний аматорський колектив». Востаннє підтвердив його у 2013 році.

## Відео
- Документальний фільм «Looks Like Home» Громадського телебачення[13]

## Дискографія
- AfriKAN feat. Дивина - Та перейди, місяцю
- ELI ft. DYVYNA - СВІТ НЕ СПИТЬ